# Luitwin von Boch-Galhau
Johann Benedikt Luitwin von Boch-Galhau (* 25. Februar 1877 in Mettlach; † 18. Mai 1932 ebenda) war ein deutscher Unternehmer. Er war einer der Hauptinhaber der Firma Villeroy & Boch und von 1917 bis 1932 ihr Generaldirektor.

## Leben
Boch-Galhau war der zweitgeborene Sohn des Unternehmers René von Boch-Galhau, dem Inhaber der Steingutmanufaktur Villeroy und Boch, und seiner Ehefrau Maria Pescatore. Sein älterer Bruder war Roger von Boch-Galhau (1873–1917), der wie er als Unternehmer einige Bedeutung erlangte. Außerdem gehörte die Schwester Martha zur Familie, die 1905 den Offizier und späteren Reichskanzler Franz von Papen in die Ehe führte.
Von seinem Vater wurde Boch-Galhau schon früh dazu bestimmt, das Familienunternehmen zusammen mit seinem älteren Bruder zu leiten: 1898 trat er in die Firma ein. 1899 wurde er Leiter der Mosaikfabrik Mettlach. 1909 übernahm er zusammen mit Roger von Boch-Galhau die Generaldirektion der Firma. Als sein Bruder zu Beginn des Ersten Weltkrieges als Reserveoffizier beim Militär einrückte, übernahm er in Vertretung bis auf Weiteres alleine die verantwortliche Leitung der Firma. Nach dem Tod seines Bruders in Russland im Jahr 1917 wurde er mit Billigung der Gesellschafterversammlung von Villeroy & Boch zum dauerhaften alleinigen Leiter der Firma mit dem Titel eines Generaldirektors eingesetzt.
Von firmengeschichtlicher Bedeutung war unter anderem die unter Boch-Galhaus Leitung erfolgte umfassende Restrukturierung von Villeroy & Boch nach dem Ersten Weltkrieg: Da das Unternehmen von seinem Hauptsitz im neu gebildeten Saargebiet, das nun unter Verwaltung des Völkerbundes stand, aus keine Waren mehr ins Reichsgebiet einführen durfte, wurden die verschiedenen kleineren im Reichsgebiet liegenden Werke zu einer Aktiengesellschaft mit Sitz in Breslau-Deutsch-Lissa zusammengefasst. Im Einzelnen gehörten zu dieser Steingutfabriken in Bonn und Dresden, eine Mosaikplattenfabrik in Deutsch-Lissa und ein Werk in Dänischburg. 1924 wurde der Sitz der AG nach Dresden verlegt (nach der Rückgliederung des Saargebietes ins Deutsche Reich 1935 wurde die AG schließlich aufgelöst).
Zum Zeitpunkt von Boch-Galhaus Tod umfasste seine Firma elf Fabriken (sechs Steingut- und vier Plattenfabriken und eine Kristallfabrik) sowie dreißig Verkaufsniederlassungen im In- und Ausland. Die Zahl seiner Arbeiter betrug rund 10.000.
Neben der Leitung seiner eigenen Firma amtierte Boch-Galhau, der den Titel eines Dr. Ing. e. h. führte, ab 1921 als Präsident der Handelskammer des Saarlandes. Außerdem war er Vorsitzender der Sektion IV der Gewerblichen Berufsgenossenschaft für das Saargebiet und Mitglied des Genossenschaftsvorstandes, Vorsitzender der Sektion VII der Töpferei-Berufsgenossenschaft und Mitglied des Genossenschaftsvorstandes, Mitglied des Hauptausschusses des Reichsverbandes der Deutschen Industrie und des Industrie- und Handelstages, Mitglied der Internationalen Handelskammer und Ehrenmitglied der Deutschen Keramischen Gesellschaft sowie Mitglied diverser Aufsichtsräte, u. a. des Aufsichtsrates der Deutschen Bank.
Eine politische Rolle spielte er indirekt, indem er als Mittelsmann des Langnamvereins monetäre Zuwendungen, die die Ruhrindustrie seinem Schwager, dem Zentrumspolitiker Franz von Papen, in den 1920er und 1930er Jahren zukommen ließ, als vermeintlich geschäftliche Transaktionen auf ein Firmenkonto eingezahlt erhielt und den Entsprechungsbetrag anschließend von einem anderen Konto an seinen Schwager auszahlte. Auf diese Weise sollte die Verbindung Papens zur Ruhrindustrie, deren politische Interessen er innerhalb der Zentrumspartei und als Vorstandsvorsitzender der Zeitung Germania wahrnahm, der Öffentlichkeit gegenüber verschleiert werden.
Nach Boch-Galhaus Tod übernahm sein gleichnamiger Sohn Luitwin (1906–1988) die Leitung der Firma.
Zusammen mit seiner Ehefrau Adeline ließ er im ehemaligen „Saarecks Ländchen“, einer von Englischen Parklandschaften inspirierten Parkanlage, Schloss Saareck erbauen. Dazu beauftragten sie den renommierten Kölner Architekten Ludwig Arntz, der gleichzeitig Dombaumeister und Denkmalpfleger war. Er errichtete Schloss Saareck im Stil des Historismus. Die Grundsteinlegung erfolgte im Juli 1902, bezogen wurde das Schloss bereits 1903. 1911 und 1912 wurde das Schloss durch einen Anbau vergrößert, geplant vom Architekten Eugen Schmohl.

## Ehe und Nachkommen
Boch-Galhau war verheiratet mit Adeline Freiin von Liebieg (1880–1932). Aus der Ehe gingen die Tochter Octavie (1904–1964), der Sohn Luitwin (1906–1988), die Tochter Angelica (1911–2006) und der Sohn Gisbert (1920–2007) hervor.